# Spoorlijn Svendborg - Nyborg
De spoorlijn Svendborg - Nyborg (Deens: Svendborg-Nyborg-banen) was een lokale spoorlijn op Funen in Denemarken. De spoorlijn werd op 1 juni 1897 in gebruik genomen door de Svendborg-Nyborg-banen (SNB) en loopt vanaf Svendborg in noordelijke richting naar Nyborg. Op 1 april 1949 werd de spoorlijn en de exploitatie overgenomen door de Danske Statsbaner (DSB) en gesloten op 30 mei 1964.

## Geschiedenis
De spoorlijn maakte ooit deel uit van een omvangrijk netwerk op Funen met Ringe als middelpunt, bestaande uit een ringlijn van Odense via Nørre Broby, Faaborg en Svendborg naar Nyborg met dwarsverbindingen vanuit Odense, Faaborg, Svendborg en Nyborg naar Ringe. Van deze lijnen wordt alleen nog de lijn tussen Odense en Svendborg geëxploiteerd. De overige lijnen zijn opgebroken.

## Huidige toestand
In Nyborg is een klein gedeelte van de lijn in gebruik als havenspoorlijn. Na het sluiten van het oude station van Nyborg in 1997 is hiervoor een verbinding gemaakt met het nieuwe station. De rest van de lijn is opgebroken.